# Dizdarija džamija u Brčkom
Dizdarija džamija (poznata i kao Varoška drvenija), nekadašnja džamija u Brčkom, u Bosni i Hercegovini.

## Povijest
Dizdarija džamija je podignuta u središtu Brčkog u prvoj polovini 19. stoljeća o trošku Hadži Dizdara Mujkanovića, brata Hadži Paše. Obojica braće su bili prognanici iz Šapca. Jedan brat je dao podignuti džamiju u središtu grada, a drugi u naselju Kolobara, poznatu kao Hadži Pašina džamija. Dizdariju džamiju, koja je nosila ime po svome dobročinitelju, komunističke su vlasti porušile 1956. godine za potrebe izgradnje Pošte. Naime, zgrada Pošte se trebala izgraditi u neposrednoj blizini današnje zgrade Vlade Brčko distrikta BiH. Trebalo je srušiti staru zgradu poznatu kao zadužbinu braće Kovačević, i na tom mjestu izgraditi novu brčansku poštu. Na taj prijedlog brčanskih vlasti reagirala je Srpska pravoslavna crkva, ne izravno nego preko tadašnjih poznatijih i politički utjecajnijih brčanskih Srba. Na kraju se pronalazi novo rješenje - srušiti Dizdariju džamiju.
Džamija je bila zidana građevina, pokrivena biber crijepom i četvero-strešnim krovom. Imala je drveni minaret. Bila je identična Hadži Pašinoj džamiji u Brčkom.
Uspostavljenjem Brčko distrikta BiH, Medžlis Islamske zajednice u Brčkom je više puta od vlasti tražio rješenje za uklonjenu džamiju, tražeći da im se dodjeli nova lokacija za izgradnju nove džamije. Međutim, zbog bojkota srpskih poslanika to do danas nije riješeno.

## Vanjske poveznice
- Brčanske starine-drvenije